# 범용 CPU의 역사
범용 CPU의 역사는 컴퓨팅 하드웨어의 초기 역사의 연속이다.

## 1950년대: 초기 디자인

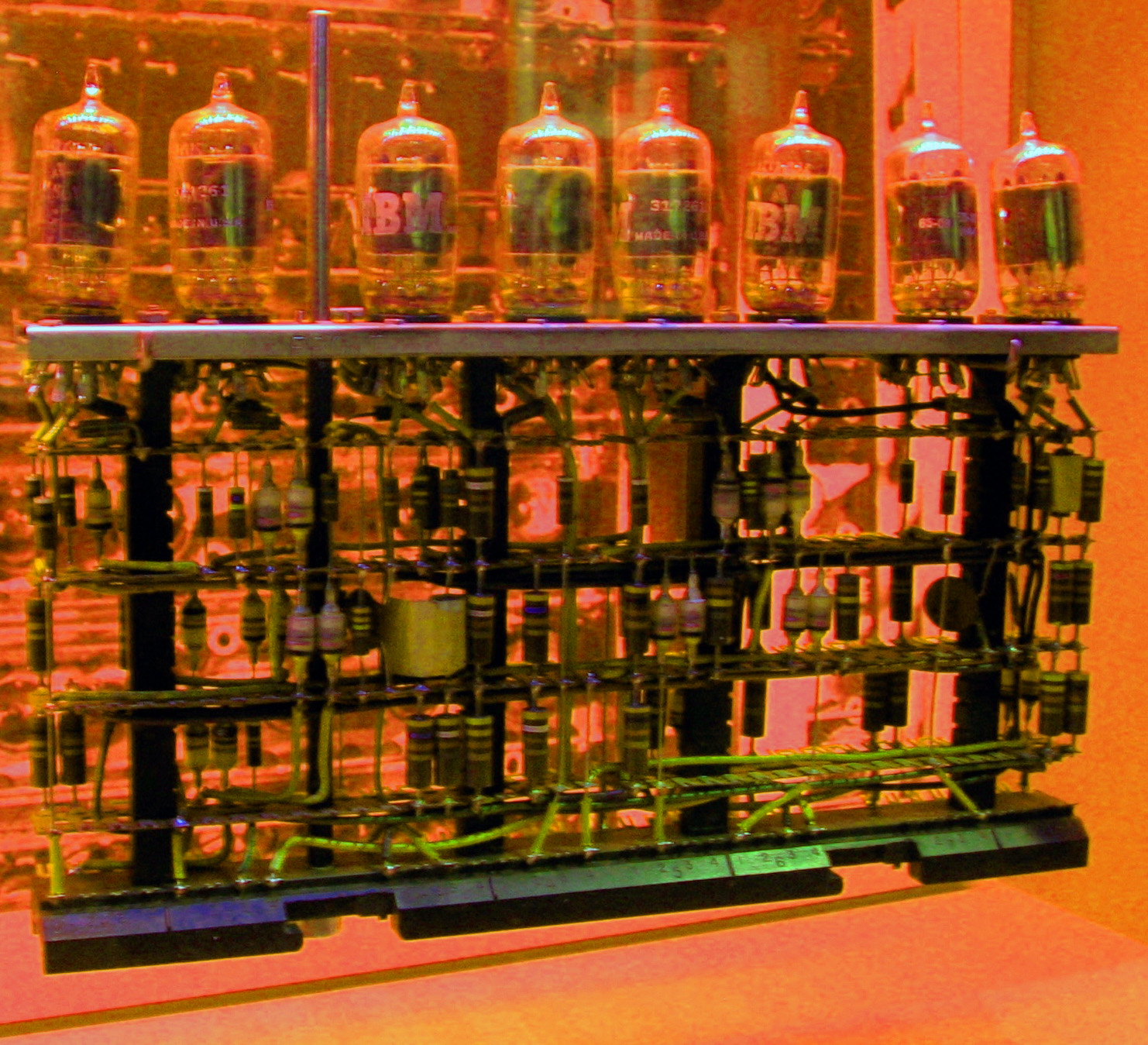
초기 700 시리즈 IBM 컴퓨터의 진공관 모듈

1950년대 초에는 각각의 컴퓨터 설계가 독특했다. 여러 개의 서로 다른 구현을 가진 상향 호환되는 기계나 컴퓨터 아키텍처가 없었다. 한 기계를 위해 만들어진 프로그램은 다른 종류의 프로그램에서도 실행되지 않으며, 심지어 같은 회사의 다른 종류에서도 실행된다. 당시에는 컴퓨터에서 실행할 수 있는 큰 소프트웨어가 개발되지 않았기 때문에 프로그래밍을 처음부터 시작하는 것이 큰 장벽으로 여겨지지 않았기 때문에 이것은 큰 단점이 아니었다.
당시 설계의 자유는 디자이너들이 전기 부품의 비용에 의해 제약되었고 컴퓨터를 가장 잘 구성할 수 있는 방법을 탐구했기 때문에 중요하다. 이 기간 동안 도입된 기본 기능에는 인덱스 레지스터(Ferranti Mark 1), 반환 주소 저장 명령어(UNIVAC I), 즉시 피연산자(IBM 704), 잘못된 연산 감지(IBM 650)가 포함되었다.
1950년대 말까지 상업 빌더들은 공장에서 만들었고 트럭으로 운반 가능한 컴퓨터들을 개발했다. 가장 널리 설치되어 있는 컴퓨터는 드럼 메모리를 사용하고, 종이 펀칭 테이프나 펀칭 카드를 사용하여 프로그램을 로드한 IBM 650이다.
컴퓨터는 자동 주판이다. 숫자 시스템의 종류는 그것의 원리에 의해 영향을 미친다.

## 1960년대: 컴퓨터 혁명 및 CISC
초창기 컴퓨터의 가장 큰 문제점 중 하나는 특정 컴퓨터의 프로그램을 실행하면 다른 컴퓨터에는 호환되지 않는 것이다.

## 같이 보기
- GPGPU